# Xã Lola, Quận Cherokee, Kansas
Xã Lola (tiếng Anh: Lola Township) là một xã thuộc quận Cherokee, tiểu bang Kansas, Hoa Kỳ. Năm 2010, dân số của xã này là 344 người.